# Tachovský vrch
Tachovský vrch (466 m, dříve 498 m) je neovulkanický vrch v jižní části okresu Česká Lípa v Libereckém kraji, asi tři kilometry jižně od města Doksy. Na severozápadním úpatí leží obec Tachov, na jejímž katastrálním území se vrch převážně nalézá, menší části vrchu náleží též do katastru obcí Obora a Okna.

## Geomorfologické členění
Vrch náleží do podokrsku Tachovská vrchovina okrsku Jestřebská kotlina, který je součástí podcelku Dokeská pahorkatina geomorfologického celku Ralská pahorkatina.

## Popis vrchu

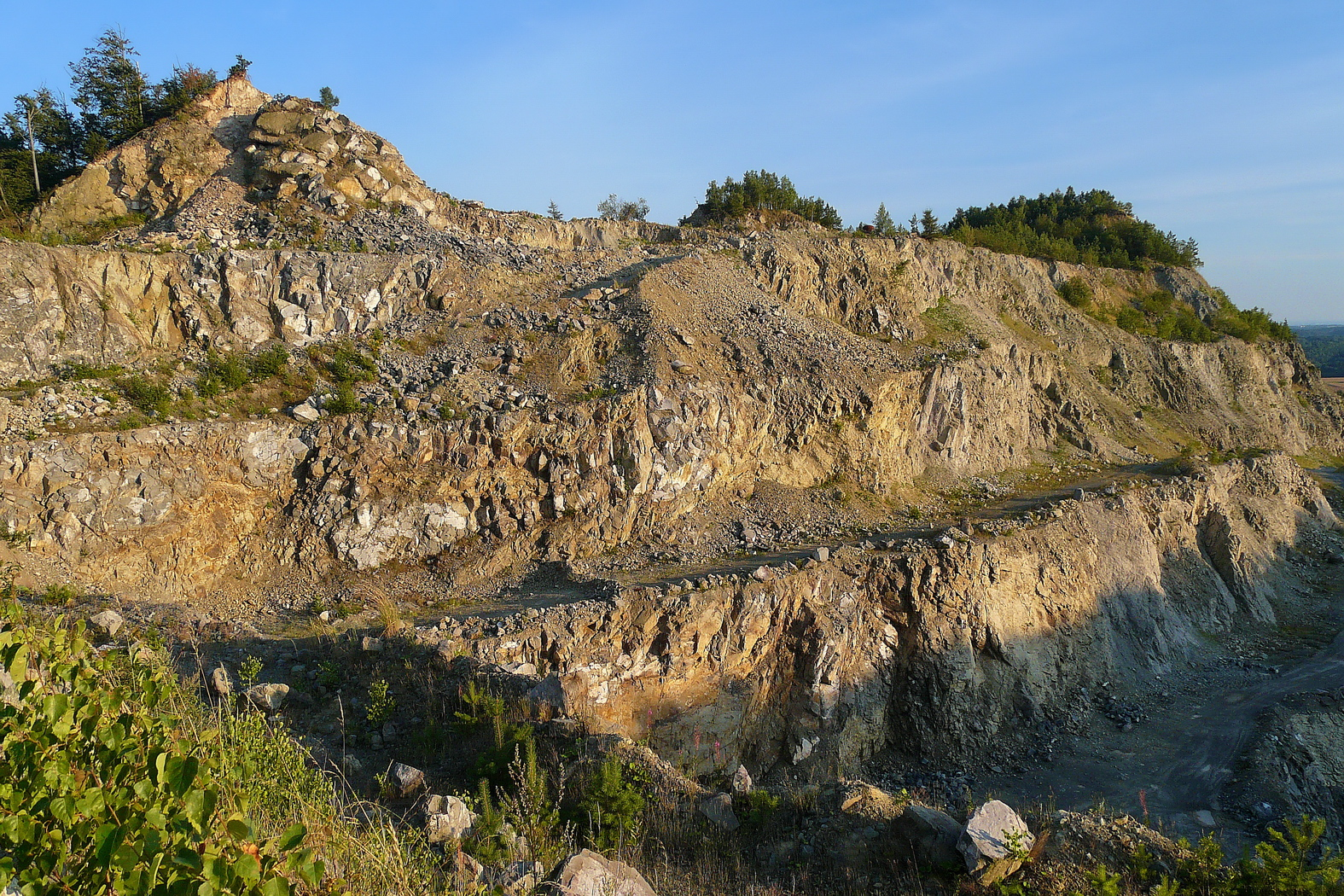
Znělcový lom na Tachovském vrchu

Z geologického hlediska je lokalita, která je součástí České křídové pánve, ukázkou kontaktu třetihorního fonolitu s křídovým pískovcem. Jedná se o izolovaný neovulkanický suk ve tvaru krátkého hřbetu, protaženého ve směru SV – JZ, který vznikl vypreparováním tělesa sodalitického fonolitu neboli znělce z koniackých vápnitých jílovců a prachovců a středoturonských křemenných pískovců. Na severovýchodě se nacházejí vrcholové skály, na příkřejších jihovýchodních svazích (40–50°) mrazové srázy a sruby s balvanovými haldami a proudy. Balvanové sutě se vyskytují také na mírnějších severozápadních svazích (20–30°). Pískovce při úpatí kopce jsou přikryty sutí. Vrch je zalesněný smíšeným jehličnato-listnatým porostem (smrk, borovice, javor). Ze severozápadního svahu a z okrajů lomu jsou výhledy na Ralskou pahorkatinu, Máchovo jezero, část Kokořínska a Českého středohoří.
Podstatná část vulkanitů byla z vrchu odtěžena rozsáhlým kamenolomem. Kopec, který býval nejvyšším bodem Jestřebské kotliny, tak jako významný krajinný prvek téměř zanikl (podobně, jako například nedaleký Maršovický vrch u obce Chlum). Kamenolom na Tachovském vrchu je jedním ze dvou desítek kamenolomů, provozovaných na území České republiky společností Eurovia Kamenolomy. Vzhledem k tomu, že se jedná o unikátní geologickou lokalitu s ukázkou ložní žíly fonolitu, v jejímž nadloží se nacházejí křídové pískovce, je odborníky doporučováno, aby tato lokalita byla po ukončení těžby zachována v odkrytém stavu a zpřístupněna veřejnosti.

## Přístup
Nejblíže je možno dojet automobilem do Tachova, poté pokračovat pěšky po zarůstající cestě kolem vrcholu. Cesta na vrchol je nebezpečná a vstup do kamenolomu je zakázán.